# آرنقی وانک
آرنقی وانک (ارمنی: Առնեղի վանք) یک کلیسا متعلق به کلیسای حواری ارمنی واقع در شهر گاوار، استان گغارکونیک ارمنستان می‌باشد. ساخت و ساز این ساختمان در سده ۷ام میلادی؛ به پایان رسید. این بنا به سبک معماری ارمنی طراحی شده است.

## نگارخانه

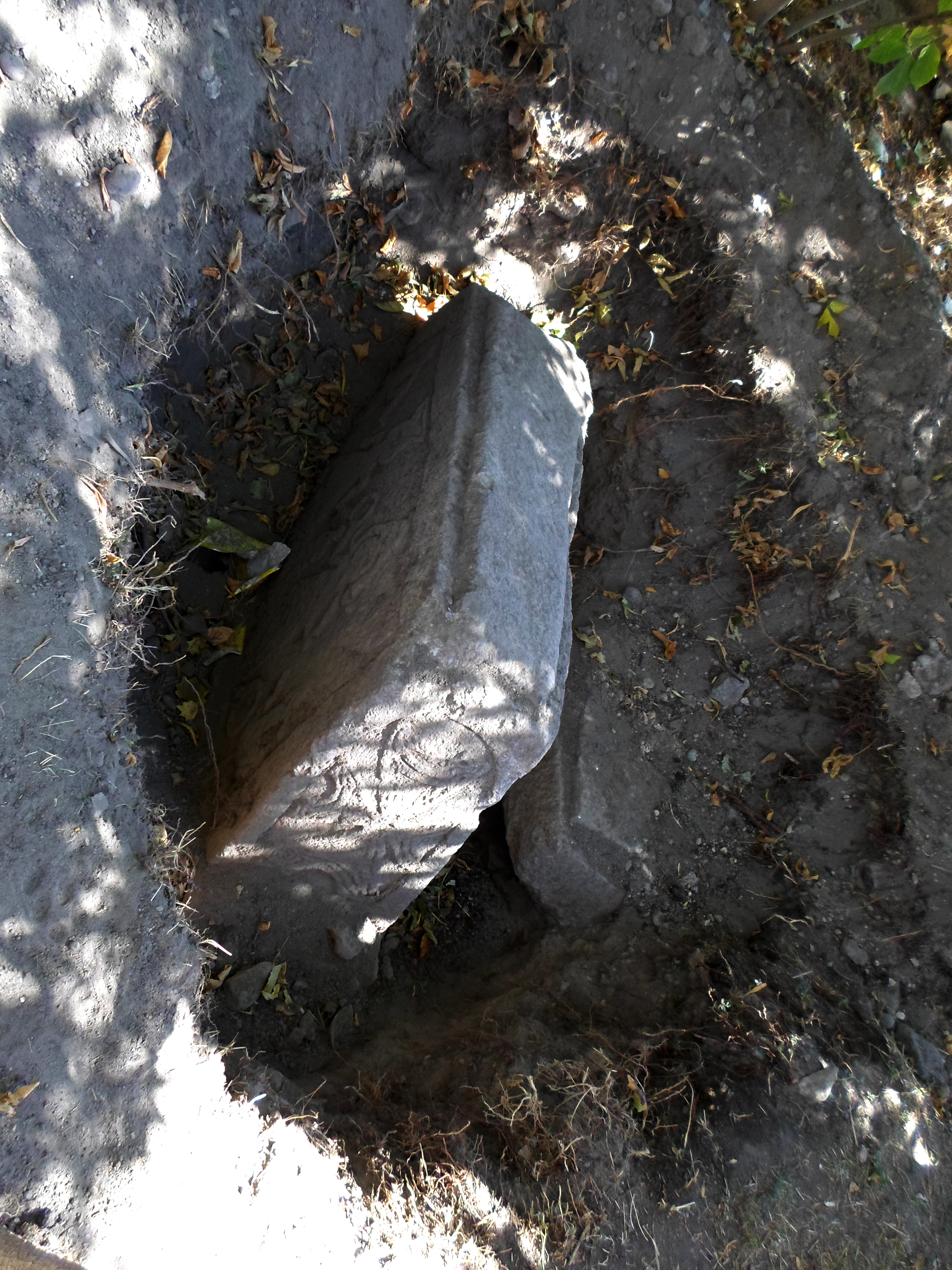
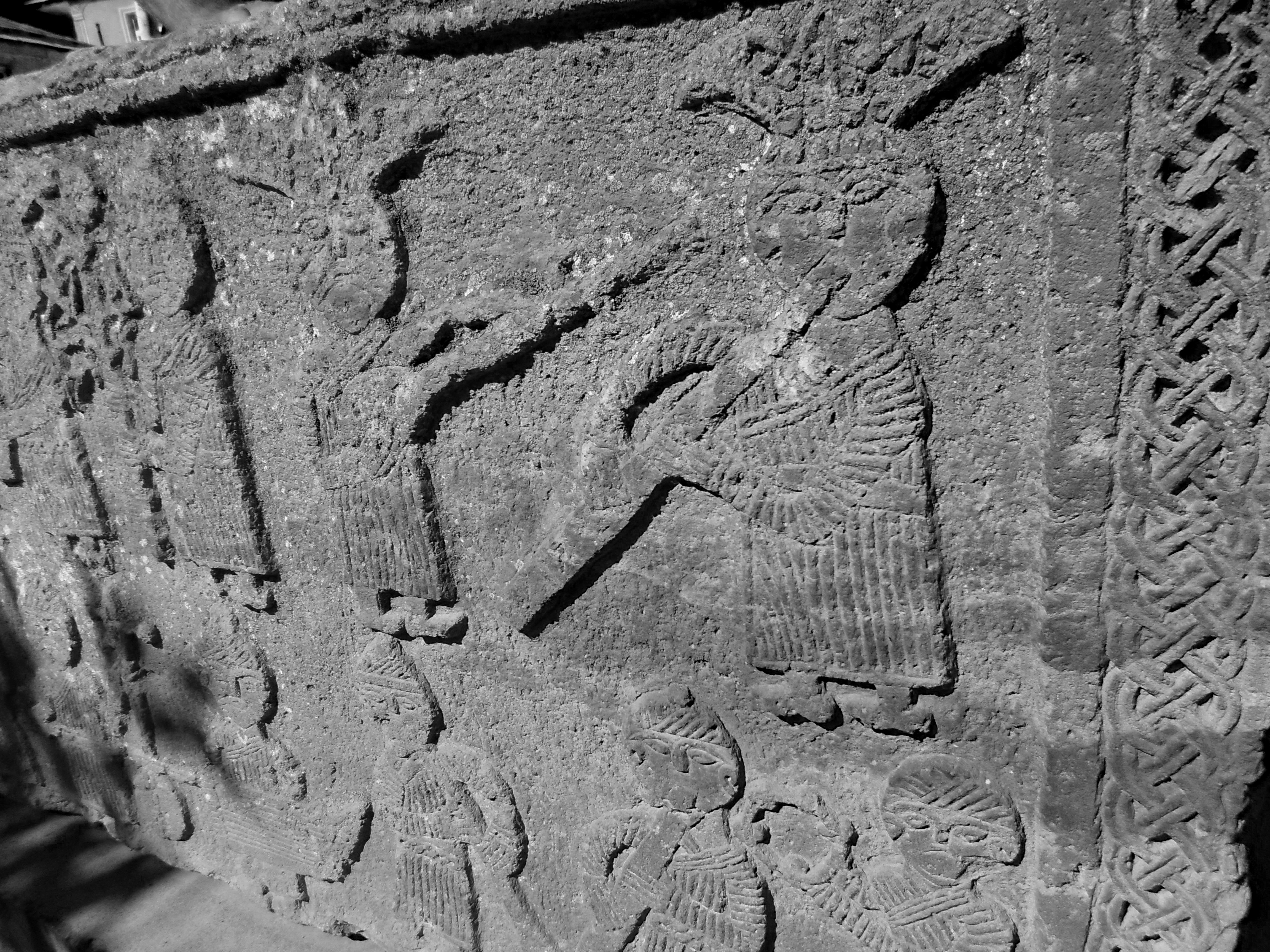